# Runaway 2 – The Dream of the Turtle
Runaway 2 – The Dream of the Turtle ist ein 2006 erschienenes Point-and-Click-Adventure im Comic-Stil. Es wurde von den spanischen Péndulo Studios entwickelt und ist die Fortsetzung des erfolgreichen Grafik-Adventures Runaway: A Road Adventure. Der dritte Teil Runaway: A Twist of Fate erschien 2009.

## Handlung
Das Spiel setzt dort an, wo der Vorgänger aufgehört hat. Nachdem sich der Physikstudent Brian Basco und die Stripperin Gina Timmins das Geld der Mafia auf raffinierte Weise angeeignet haben, brechen sie zu einem Urlaub nach Hawaii auf. Dort beschließen beide, einen berühmten Wasserfall auf der Insel Mala zu erkunden. Während des Flugs dorthin erleidet der Pilot einen Herzinfarkt. Brian überlässt Gina den einzigen Fallschirm der Maschine und stößt sie über einem tropischen See auf dem Eiland aus dem Flugzeug, während er mit dem Flugzeug abstürzt.
Brian überlebt den Absturz und macht sich auf die Suche nach Gina – nur, um festzustellen, dass deren Absprungort in einem militärischen Sperrgebiet liegt, das vom halsstarrigen Colonel Kordsmeier kontrolliert wird. Nachdem er es unter Mithilfe einiger Einheimischer sowie von Joshua, dem spleenigen Forscher aus Teil 1, geschafft hat, in die Anlage zu gelangen, findet er zwar nicht seine Freundin, dafür aber außerirdische Technologie. Erst nach der Flucht und einem Treffen mit dem Wissenschaftler James Simon in Alaska kommt Licht ins Dunkel:
Simon gehört zu einer weltweiten Gruppe von Menschen, die mit dem Planeten Trantor in Kontakt stehen – einer außerirdischen Welt, zu der auch Joshua einst reiste. Trantor und die Erde tauschen seit etlichen Jahren irdische Tierarten gegen Alientechnologie aus. Neben Simon war auch Kordsmeier einst Mitglied der Vereinigung, bis dieser sich abspaltete, nachdem er Wind von einer mächtigen Waffe der Trantorianer bekam. Während die Fremden bei einer Stippvisite über Mala abstürzten, sperrte Kordsmeier das Gebiet ab und sicherte sich die Dienste des John Doe genannten Schiffskochs. Dieser will dem Colonel die Waffe aushändigen und übergab diesem zusätzlich noch das Material „Trantonit“, die Energiequelle der Aliens. Da diese nun handlungsunfähig sind, sandte Raumschiff-Commander Alpha Joshua mit einer Nachricht für Simon mit Bitte um Rettung zurück auf die Erde.
Zusätzlich haben die havarierten Trantorianer die in den See gestürzte Gina gefunden und in Stasis versetzt, da ihnen zur Heilung die Energie fehlt. Um seine Freundin nicht zu verlieren, macht sich Brian daher mit Joshua auf, Ersatz-Trantonit zu beschaffen, und reaktiviert dafür seine alten Freunde Sushi Douglas, Rutger und Saturn. Gemeinsam mit einem Abenteurer bricht die Gruppe in Richtung Pazifik auf, um ein verschollenes Piratenschiff ausfindig zu machen. Auf diesem soll sich ebenfalls Trantonit befunden haben. Während eines Tauchgangs verunglückt Brian in dem zusammenstürzenden Wrack und hat hiernach eine Vision der damaligen Piratenmission. Dadurch hat er – nachdem er letztlich gerettet wird – die Eingebung, wo das Trantonit versteckt ist, und findet es.
Die letzte Sequenz zeigt, dass Brian angesichts Ginas Rettung und der noch zu überwindenden Hürden aufzugeben scheint, ehe ihm alle seine Freunde Mut zusprechen und ihn unterstützen. Das Spiel schließt mit einem offenen Ende und lässt viele Handlungsstränge unaufgelöst. Die Fortführung dieser Storylines erfolgt im dritten Teil Runaway – A Twist of Fate.

## Spielprinzip und Technik
Runaway 2 ist ein Point-and-Click-Adventure. Aus Sprites zusammengesetzte Figuren agieren vor handgezeichneten, teilanimierten Kulissen. Mit der Maus kann der Spieler seine Spielfigur durch die Örtlichkeiten bewegen und mit den Maustasten Aktionen einleiten, die den Spielcharakter mit seiner Umwelt interagieren lassen. Der Spieler kann so Gegenstände finden und sie auf die Umgebung oder andere Gegenstände anwenden sowie im Rahmen von Multiple-Choice-Dialogen mit NPCs kommunizieren. Mit fortschreitendem Handlungsverlauf werden weitere Orte freigeschaltet.

## Produktionsnotizen
Runaway 2 wurde erstmals auf der Games Convention 2003 angekündigt; ein Erscheinen zu Ende 2004 wurde in Aussicht gestellt. Nach zahlreichen Verschiebungen erschien es schließlich zwei Jahre später als geplant.

### Deutsche Stimmen
Für den Nachfolger wurden für die Hauptfiguren wieder die Synchronsprecher des 1. Teils engagiert.
- Brian Basco – Christian Stark
- Gina Timmins – Jennifer Böttcher

## Rezeption
Aus 26 aggregierten Wertungen erzielt Runaway 2 auf Metacritic einen Score von 67. Das Fachmagazin Adventure-Treff lobte "kurzweiliges Gameplay" und "hervorragende Rätselkost" sowie Grafik und Musik und zählte Runaway 2 zu den besten Titeln des Jahres, kritisierte aber die stellenweise "wirre" Story des Spiels.